# Made in America (The Sopranos)
"Made in America" é o último episódio da série dramática The Sopranos. Ele é o vigésimo primeiro episódio da sexta temporada, o octagésimo sexto no geral e o nono da segunda parte da sexta temporada. "Made in America" foi escrito e dirigido por David Chase, o criador e produtor executivo da série, e foi exibido pela primeira vez nos Estados Unidos em 10 de junho de 2007 pela HBO.
O enredo do episódio gira em torno da guerra entre as famílias criminosas Soprano, de Nova Jérsei, e Lupertazzi, baseada em Nova Iorque. Tony Soprano precisa lidar com várias preocupações pessoais envolvendo sua esposa Carmela, seu filho A.J. e sua filha Meadow. Enquanto a série chega ao seu final, vários personagens fazem escolhas e ajustes pessoais e profissionais.
"Made in America" foi filmado entre fevereiro e março de 2007 e marca a primeira vez que Chase dirigiu um episódio desde o piloto. Ele atraiu uma audiência de 11.9 milhões de telespectadores em sua primeira exibição. A resposta inicial da crítica foi positiva, e nos anos posteriores a apreciação pelo episódio cresceu consideravelmente. Ele foi indicado ao Directors Guild of America Award e venceu o Primetime Emmy Award de Melhor Roteiro em Série Dramática e o Eddie Award de Melhor Edição em Série de Uma Hora sem Comerciais. "Made in America" e sua cena final foram objetos de discussão, críticas e análises; paródias da cena final já apareceram em várias obras da cultura popular.

## Enredo
Tony Soprano acorda em um esconderijo onde ele e seus associados estão abrigados. Eles estão no meio de uma guerra criminosa que deixou muitos membros da família Soprano feridos ou mortos. Tony encontra-se com o Agente Dwight Harris do FBI para trocar informações. Porém, Harris recusa-se a revelar a localização de Phil Leotardo. Tony visita seus familiares em outro esconderijo. O FBI monitora o enterro de Bobby Baccalieri, que conta com a presença de Tony e sua equipe. Phil conversa com Butch DeConcini e expressa sua raiva por Tony ainda estar vivo.
Algum tempo depois, o Agente Harris liga para Tony e revela que Phil está usando telefones públicos em Oyster Bay, Long Island. É marcada uma conversa entre as duas famílias em guerra. Tony e Paulie Gualtieri encontram-se com Butch, Albie Cianflone e Little Carmine Lupertazzi para negociar uma trégua e um pagamento aos filhos de Bobby. Butch recusa-se a entregar Phil, mas diz que "Vocês podem fazer o que devem fazer". A equipe de Tony  passa por todos os postos de gasolina da área, porém inicialmente não conseguem achar Phil.
Com a trégua, Tony e sua família voltam para casa em North Caldwell e para uma vida normal. A única exceção é A.J., que decide se alistar no Exército após ver seu carro explodir. Tony e Carmela discutem a situação com o terapeuta de A.J., também conversando sobre suas próprias vidas e infâncias. Os dois conseguem dissuadir o filho ao prometerem envolvê-lo na companhia de produção cinematográfica de Little Carmine e comprarem um novo carro. Enquanto isso, Meadow e Patrick Parisi planejam seu casamento.
Eventualmente Benny Fazio e Walden Belfiore encontram Phil em um posto de gasolina e Walden assassina o homem com tiros na cabeça e peito. O Agente Ron Goddard informa o Agente Harris sobre a morte de Leotardo, e Harris exclama, "Isso! Vamos vencer essa!".
Tony visita seu conselheiro Silvio Dante no hospital. Depois, ele visita seu advogado Neil Mink, que informa que Carlo Gervasi testemunhará no tribunal e que Tony provavelmente será indiciado. Ele então vai ver seu tio Corrado "Junior" Soprano em um hospital mental estadual. Junior, sofrendo de mal de Alzheimer, mal reconhece Tony e fica confuso quando ele tenta lembrá-lo sobre seu envolvimento com a máfia. Tony vai embora com lágrimas nos olhos quando fica óbvio que Junior quase não se lembra da história dos dois.
Tony então encontra-se com sua família em um restaurante, chegando primeiro. Carmela chega depois e pergunta sobre Carlo. A.J. vem em seguida e os três conversam sobre seu novo trabalho, e A.J. lembra Tony que eles devem "aproveitar os bons momentos" como esta reunião em família. Um homem, que estava olhando para Tony, levanta-se e vai ao banheiro. Quando Meadow entra no restaurante, Tony olha para porta e a tela imediatamente fica preta.

## Produção

### Roteiro
David Chase, criador e produtor executivo de The Sopranos, planejou o final da série e sua cena final durante os 21 meses que separaram a quinta temporada da sexta. Foi Chris Albrecht, então presidente da HBO, que convenceu Chase a encerrar o programa na sexta temporada. Como os outros episódios da temporada, o enredo de "Made in America" foi desenvlvido por Chase e sua equipe de roteiristas, que na temporada final era formada pelos produtores executivos Terence Winter e Matthew Weiner, e pelos produtores supervisores Diane Frolov e Andrew Schneider. Tim Van Patten, frequente diretor da série, também deu algumas sugestões. Depois da história geral do episódio ter sido traçada, Chase escreveu o primeiro rascunho. Após uma avaliação da equipe de roteiristas, ele revisou o roteiro até sua versão final, fazendo pequenas alterações durante as filmagens.
Chase incluiu referências a história real da Cosa Nostra Americana ao roteiro de "Made in America". Uma delas foi a fala "Isso! Vamos vencer essa!", proferida no episódio pelo personagem Dwight Harris depois de saber da morte de Phil Leotardo, que faz referência a Lindley DeVecchio, ex-supervisor do FBI. Ele disse isso ao ser informado sobre o assassinato Lorenzo "Larry" Lampasi em frente de sua casa no Brooklyn. DeVecchio foi mais tarde acusado de revelar informações a máfia, outro paralelo entre Harris e Tony Soprano.

### Filmagens
"Made in America" foi dirigido por Chase, com Alik Sakharov trabalhando como diretor de fotografia. Os dois haviam exercido as mesmas funções em 1997 nas gravações do episódio piloto. O episódio é apenas a segunda vez que Chase dirigiu um episódio de The Sopranos, apesar de ter supervisionado a produção e direção da maioria dos episódios da série.
As filmagens começaram no final de fevereiro de 2007 e terminaram no final de março. Algumas cenas externas e internas foram feitas em locação no Condado de Bergen, Nova Jérsei, e no Brooklyn e em Manhattan, Nova Iorque, Nova Iorque. Outras cenas interiores – incluindo a residência dos Soprano e a sala da gerência do clube Bada Bing! – foram gravadas em cenários erguidos no Silvercup Studios, onde a maior parte do programa foi produzido. A cena final foi feita no fim de março no Holsten's Brookdale Confectionery, uma loja de doces e sorvetes em Bloomfield, Nova Jérsei. O conselho municipal de Bloomfield inicialmente queria impedir que The Sopranos filmasse cenas na cidade porque "[eles] acharam que o drama sobre máfia da HBO era ofensivo aos ítalo-americanos", votando para que fosse negada a permissão de filmagens. Porém, o conselho não tinha autoridade para impedir as gravações contanto que a equipe atendesse aos requisitos impostos pelas leis de Bloomfield para filmagens na cidade. O programa posteriormente recebeu a permissão. Para garantir que nenhum detalhe do enredo fosse revelado antes da exibição de "Made in America", os produtores removeram as últimas páginas dos roteiros distribuídos a equipe. A cena final desses roteiros era a que Tony varria folhas das árvores para fora de seu quintal, uma cena que ocorre dez minutos antes do verdadeiro fim. Chase foi elogiado pela cena porque muitos acreditaram que a série realmente acabava ali.

### Pós-produção
"Made in America" foi editado por Sidney Wolinsky, um dos três editores da série, sob a supervisão de Chase. Chase originalmente queria que a tela preta ao final continuasse até o logotipo da HBO, significando que o episódio não teria créditos finais. Entretanto, ele não recebeu permissão do Directors Guild of America para fazer isso.
A música que toca durante a última cena é "Don't Stop Believin'", da banda Journey; a cena corta abruptamente para uma tela preta precisamente após a frase "Don't stop". Steve Perry, o vocalista da banda, não queria permitir que Chase usasse a canção na cena até saber quais seriam os destinos dos personagens, e apenas emitiu a permissão três dias após a exibição do episódio. Ele temia que a música ficasse marcada como a trilha sonora da morte de Tony Soprano, mas Chase garantiu que isso não ocorreria.

## Repercussão

### Audiência
"Made in America" estreou nos Estados Unidos no domigo, 10 de junho de 2007. De acordo com o Índice Nielsen, o episódio foi assistido por 11.9 milhões de telespectadores, um aumento de 49% em relação ao episódio anterior e a melhor audiência da sexta temporada. Também foi a maior audiência da série desde o primeiro episódio da quinta temporada.

### Crítica

#### Inicial
"Made in America" foi recebido de forma positiva e semi-positiva por parte da crítica especializada, apesar da recepção dos fãs ter sido mista para negativa, descrita por um crítico como "uma mistura de admiração e raiva". Nas semanas seguintes a exibição do episódio, "Made in America" e sua cena final foram objetos de discussão e análise. Vários novas interpretações e explicações sobre o final foram apresentadas em revistas e blogs, o que fez com que muitos críticos e fãs reavaliassem o final.
Marisa Carroll do PopMatters deu a "Made in America" uma nota 8/10, particularmente elogiando a cena final como uma das melhores da série. Para o The Sun Chronicle, Mark Farinella chamou o episódio de "[um] final perfeito para uma série de TV perfeita". Owen Gleiberman da Entertainment Weekly disse que "Made in America" era "o final perfeito". Ele também comentou a cena final, "No choque do corte para o preto, o maravilhoso jeito que isso fez você rever a cena inteira, de novo e de novo, dentro da sua cabeça. Ao invés de encerrar a série, o apagão fez The Sopranos viver eternamente". Tim Goodman do San Francisco Chronicle caracterizou o final como "um final condizente com a genialidade de The Sopranos", escrevendo também que "Chase, com esse fim, conseguiu ser verdadeiro com a realidade [...] enquanto ao mesmo tempo afasta-se das conveções triviais da TV". Da Associated Press, Frazier Moore descreveu "Made in America" como "brilhante" e afirmou que "Chase foi verdadeiro consigo mesmo". Kim Reed da Television Without Pity deu ao episódio uma nota A+, elogiando por manter-se fiel ao programa. Para o The Star-Ledger, Alan Sepinwall descreveu o final como "satisfatório", escrevendo que "encaixa-se perfeitamente com tudo que Chase fez anteriormente no programa". Maureen Ryan, escrevendo para o Chicago Tribune, primeiramente não gostou muito de "Made in America"; ela criticou a última cena por não dar nenhum encerramento a série. Porém, mais tarde ela escreveu "Chase me machucou inteira, então me arrancou daquele mundo. Eu fiquei muito brava no começo [...] Ainda acho que o Chase fez foi, com todo o respeito, meio idiota. Porém, eu comecei a gargalhar minutos após o fim do último episódio".

#### Retrospectiva
As críticas retrospectivas de "Made in America" foram muito positivas, com o episódio sendo incluído em várias listas com os melhores finais de séries de todos os tempos. Alan Sepinwall do The Star-Ledger escreveu um ano depois da exibição do episódio que ele o achou "brilhante". Em 2009, Arlo J. Wiley do Blogcritics disse, "corremos o risco de esquecer quão maravilhosamente estruturada e executada é essa hora de televisão ao nos forcarmos no ambíguo plano de despedida de Chase", colocando-o como o oitavo melhor final da história da televisão. Todd VanDerWerff da The A.V. Club disse que a fama da cena final de "Made in America" fez ele esquecer do resto do enredo do episódio, que, segundo ele, tem tanto peso quanto a última cena (que ele chama de obra prima). VanDerWerff também afirma que não importa se Tony Soprano realmente morreu ao final, dando ao episódio uma nota A. Stacey Wilson da Film.com elegeu o episódio como um dos dez melhores encerramentos de séries de todos os tempos, afirmando "Cru, bruto e sem tempo para despedidas emocionadas, este final é um delicioso fim para um programa que revelou a feiura da humanidade". A TV Guide incluiu "Made in America" na sua lista de melhores finais de séries, dizendo que "O que há mais para falar sobre esse final que ainda não foi dito? O muito antecipado encerramento tinha todo mundo querendo ver se Tony passaria de assassino para assassinado. Ao invés disso, ele tiveram Journey, um prato de gordurosas rodelas de cebola e uma tela preta. Porém, o fato de ainda estarmos falando prova que – para o bem ou para o mal – o episódio cumpriu seu trabalho".

### Prêmios
Em 2007, "Made in America" venceu o Primetime Emmy Award de Melhor Roteiro em Série Dramática. Esta foi a única categoria em que o episódio foi indicado. Esta também foi a terceira vez que Chase venceu um Emmy de roteiro pelo seu trabalho na série. No ano seguinte, Chase foi indicado ao prêmio do Directors Guild of America na categoria de Melhor Série Dramática (Noite), mas acabou perdendo para Alan Taylor, que venceu por dirigir o episódio piloto de Mad Men, série criada por Matthew Weiner, ex produtor e roteirista de The Sopranos. Também em 2008, o editor Sidney Wolinsky venceu o American Cinema Editors Eddie Award na categoria de Melhor Edição em Série de Uma Hora sem Comerciais.

## Impacto

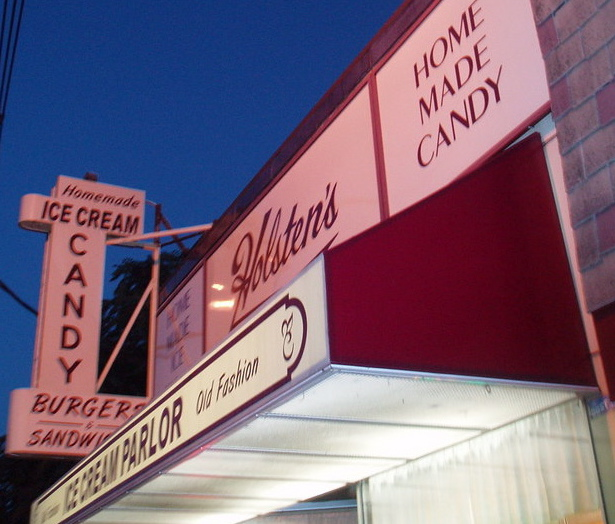
O Holsten's Brookdale Confectionery, em Bloomfield, Nova Jérsei, onde a última cena foi filmada.

### Cena final
A cena final de "Made in America" tornou-se o objeto de muitas discussões, controvérsias e análises após sua primeira exibição. O uso de um corte abrupto para uma tela preta seguida por vários segundos de silêncio levou muitos telespectadores a acreditarem que seus televisores haviam tido algum defeito. Interpretações sobre seu significado em relação ao destino de Tony Soprano logo apareceram, com alguns acreditando que ele foi morto enquanto outros acham que ele continua vivo. Um dos argumentos para a primeira interpretação está na conversa que Tony teve com seu cunhado Bobby Baccalieri no episódio "Soprano Home Movies", em que Bobby comenta quão repentina e silenciosa a morte pode acontecer na vida de mafiosos como eles: "Você provavelmente nem deve escutar acontecer, certo?" Um flashback dessa cena ocorre nos minutos finais de "The Blue Comet", o penúltimo episódio de The Sopranos. Quentin Schaffer, porta voz da HBO, ao ser perguntado sobre a teoria, afirmou que a conversa era uma boa pista. A última cena mostra um homem que foi creditado como "Homem com a jaqueta Members Only" indo para o banheiro, algo que foi interpretado como uma referência a uma cena similar no filme The Godfather, em que Michael Corleone vai para o banheiro pegar uma arma antes de assassinar inimigos de sua família dentro de um restaurante. Especulações também ligaram a jaqueta ao episódio "Members Only", o primeiro da sexta temporada, em que Tony é baleado, além de ser uma referência simbólica aos membros da máfia. O ator Matt Servitto contou a Entertainment Weekly que no roteiro a cena continuava com o homem da jaqueta saindo do banheiro e começando a caminhar na direção de Tony antes da tela ficar preta, mas que ele preferia a versão final do episódio. Argumentos contrários a essa teoria sugerem que a última cena significa que a vida continua, mesmo ela sendo cheia de temores e perigos. A letra da canção "Don't Stop Believin'" acredita-se que apoia essa interpretação. Os defensores dessa teoria afirmam que não há motivos legítimos para um atentado contra Tony por causa do acordo de paz com a família Lupertazzi e a sanção das duas partes quanto à morte de Phil Leotardo. Entretanto, como foi mencionado na conversa entre Tony e Bobby, a ameaça de ser assassinado, para pessoas como eles, "está sempre lá fora".

### Paródias
A cena final de "Made in America" já foi amplamente parodiada. Pouco depois de sua exibição original, a última cena foi parodiada em um comercial da campanha presidencial de Hillary Clinton, tendo a participação do ator Vince Curatola de The Sopranos. A cena também foi referenciada durante o ato inicial do Emmy Awards 2007 pelos personagens Brian e Stewie Griffin da série Family Guy. O final também foi parodiado no episódio "Lois Kills Stewie" de Family Guy. Em janeiro de 2008, o episódio "The Croc and the Rat" da série The Celebrity Apprentice terminou da mesma forma que "Made in America" depois do ator Vincent Pastore, que interpretou Salvatore Bonpensiero em The Sopranos, ter sido despedido pelo apresentador Donald Trump. "Made in America" foi parodiado em "Everybody Hates the G.E.D.", o último episódio da série Everybody Hates Chris. Na última cena, Chris e sua família chagam individualmente a um restaurante enquanto "Livin' on a Prayer", de Jon Bon Jovi, toca na jukebox. A última cena apareceu como um jocoso final alternativo da série Lost no programa Jimmy Kimmel Live! em maio de 2010. Os atores Tony Sirico e Steve Schirripa apareceram no especial Elmo's Christmas Countdown, de Sesame Street, em que o final de The Sopranos foi parodiado.